# 하기노촌 (야마가타현)
하기노촌(萩野村)은 야마가타현 기타무라야마군에 있던 촌이다. 현재의 신조시 북반에 해당한다.

## 역사
- 1889년 4월 1일 - 정촌제 시행에 의해 2촌의 구역을 가지고 성립하였다.
- 1947년 8월 1일 - 집중호우로 인해 하천이 범람하여 큰 피해를 입었다.
- 1955년 4월 1일 - 신조시에 편입, 동일 하기노촌은 폐지되었다.

## 교통

### 철도
- 일본국유철도
  - 오우 본선

### 도로
- 국도 제13호선

## 참고문헌
- 角川日本地名大辞典 6 山形県